# Anna Dunér (författare)
Anna Cecilia Dunér, född Blom 14 april 1967 i Uppsala, är en svensk bibliotekarie, författare och skribent.

## Biografi
Anna Dunér växte upp på Ekerö och har en filosofie kandidatexamen i litteraturvetenskap från Stockholms universitet och en bibliotekarieexamen från Borås Högskola. Hon har arbetat som bibliotekarie bland annat på Kungliga Biblioteket och Drottningsholms teatermuseums bibliotek och senare på Täby folkbibliotek.
Hon debuterade som bokförfattare 1994 med Emilia-serien. Hennes författarskap domineras av böcker för barn och yngre ungdomar. Hennes barnböcker präglas av en kombination av realism och fantasi. Emilia-serien består av 14 böcker, vilka hålls ihop av ett gemensamt persongalleri. År 2010 påbörjades en spinoff-serie om Emilias lillasyster Theresia.
I sina böcker för yngre ungdomar berör hon ofta på sorger som kan gripa in i en människas liv, skildrat ur den unga människans perspektiv. Regnbågsväder beskriver sorgen över ett förlorat småsyskon, Något konstigt med mormor en älskad mormors plötsliga senilitet. I Fredrika och Natalie tangeras sorgen över en skilsmässa.
Anna Dunérs böcker finns översatta till danska, norska, finska, nederländska, franska och tyska. Hon arbetar (2022) som bibliotekarie och skriver på fritiden.
Anna Dunér har varit redaktör för familjesidorna i Katolskt magasin och bidragit artiklar till denna tidskrift samt har skrivit läromedel för barn i katolsk undervisning för Katolska pedagogiska nämnden.

### Familj
Anna Dunér är syster till Edward Blom.